# Lijst van moskeeën in Oman
Deze lijst omvat moskeeën in Oman.
| Naam                        | Afbeelding | Stad       | Inhuldiging | Stijl | Opmerkingen                                    |
| --------------------------- | ---------- | ---------- | ----------- | ----- | ---------------------------------------------- |
| Ash-Shawadhana-moskee       |            | Nizwa      | 16e eeuw    |       | De moskee dateert mogelijk uit de 7e eeuw.     |
| Grote Moskee van Al Buraimi |            | Al Buraimi |             |       |                                                |
| Mazin Bin Ghadoubah-moskee  |            | Samail     |             |       | Het is de oudste moskee van Oman.              |
| Mohammed Al Ameen-moskee    |            | Bawshar    | 2014        |       | De moskee wordt ook wel Bahwan-moskee genoemd. |
| Sa'al-moskee                |            | Nizwa      | 630         |       |                                                |
| Sultan Qaboes-moskee        |            | Muscat     | 2001        |       | Het is de nationale moskee van Oman.           |
| Sultan Qaboes-moskee        |            | Sohar      | 2016        |       |                                                |
| Zawawi-moskee               |            | Muscat     | 1985        |       |                                                |